# شاپرک رستراتا
شاپرک رستراتا (نام علمی: Coleophora rostrata) نام یک گونه از سرده غلاف‌دارها است.